# Chaumont-en-Vexin
Chaumont-en-Vexin  ist eine französische Kleinstadt mit 3359 Einwohnern (Stand 1. Januar 2022) im Département Oise in der Region Hauts-de-France; sie gehört zum Arrondissement Beauvais und zum Kanton Chaumont-en-Vexin.

## Geographie
Die Stadt Chaumont-en-Vexin liegt an der Troësne in der Landschaft Vexin, 28 Kilometer südwestlich von Beauvais.

## Geschichte
Herren von Chaumont waren:
- Walo II. von Chaumont-en-Vexin (1060–1098), Konstabler des französischen Königs Philipp I. von Frankreich
- Hugo I. der Jüngere (1057–1101), Graf von Vermandois und Valois, Herr von Chaumont-en-Vexin
- Wilhelm von Vermandois, um 1120 Herr von Chaumont-en-Vexin

## Bevölkerungsentwicklung
| Jahr                       | 1962 | 1968 | 1975 | 1982 | 1990 | 1999 | 2006 | 2014 | 2021 |
| -------------------------- | ---- | ---- | ---- | ---- | ---- | ---- | ---- | ---- | ---- |
| Einwohner                  | 1818 | 1889 | 2027 | 2697 | 2965 | 3078 | 3085 | 3166 | 3346 |
| Quellen: Cassini und INSEE |      |      |      |      |      |      |      |      |      |

## Sehenswürdigkeiten

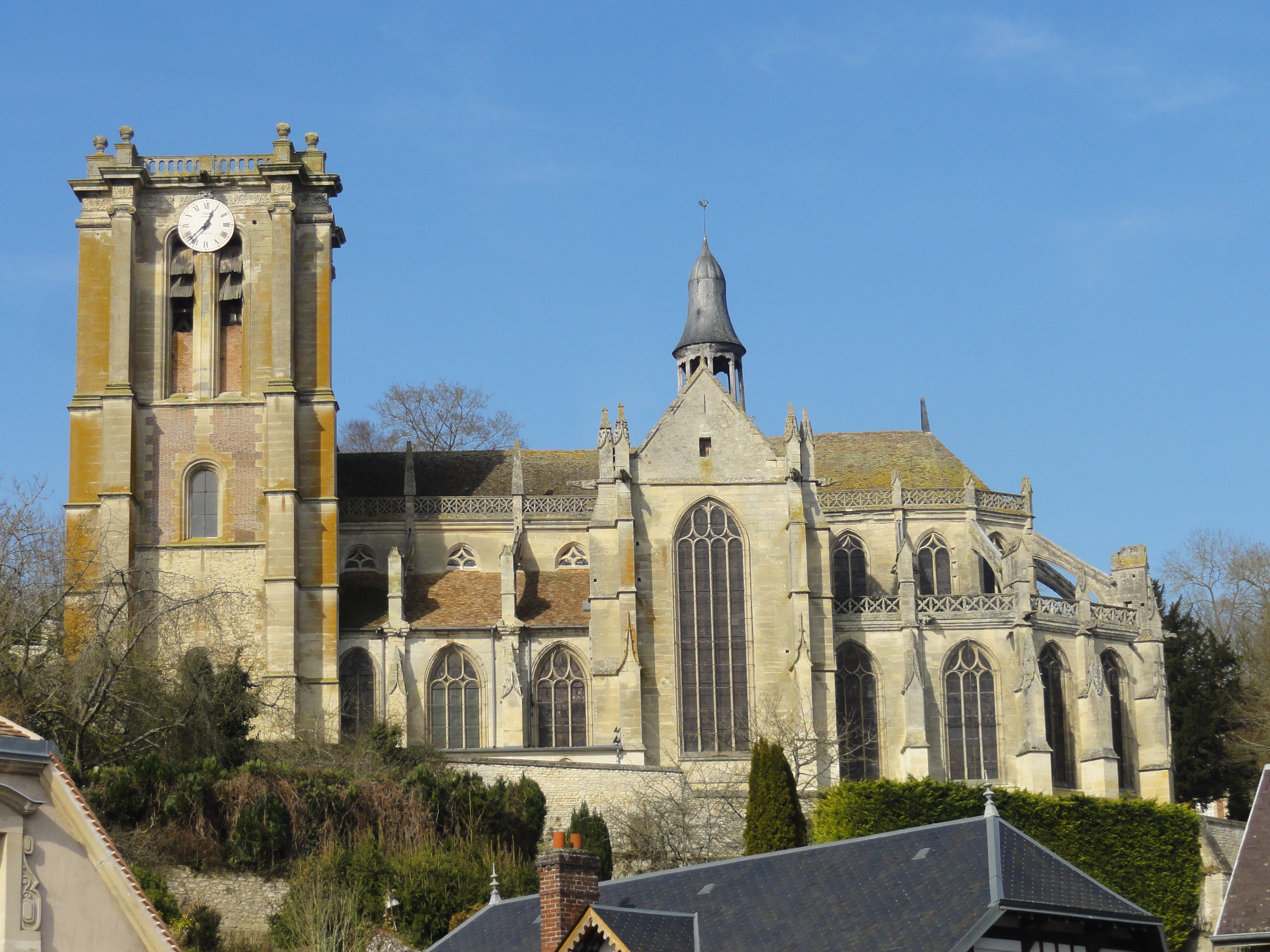
Kirche Saint-Jean-Baptiste
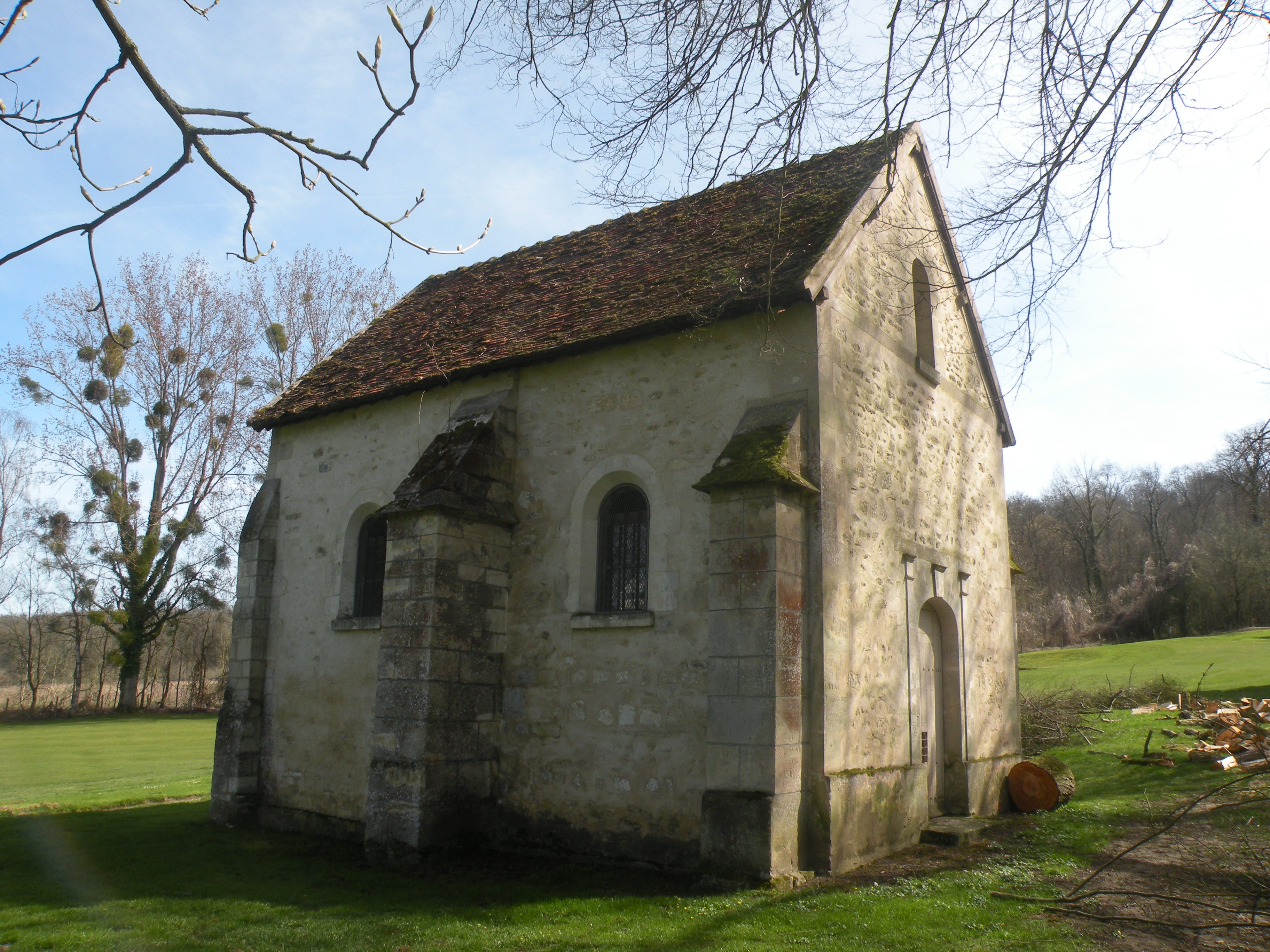
Kapelle Saint-Eutrope
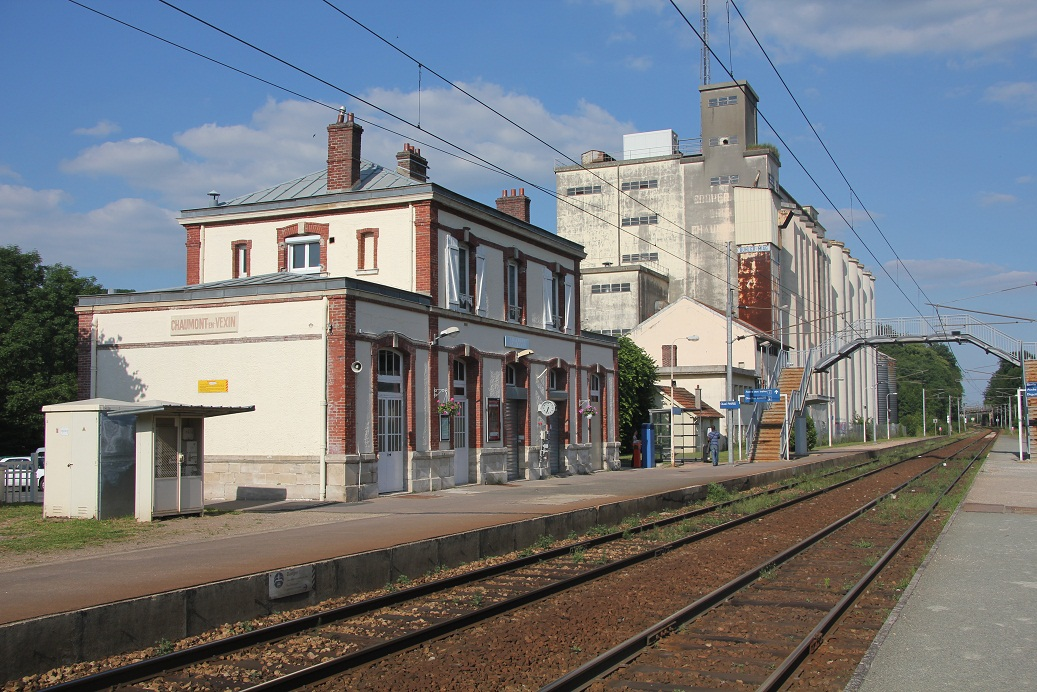
Bahnhof Chaumont-en-Vexin
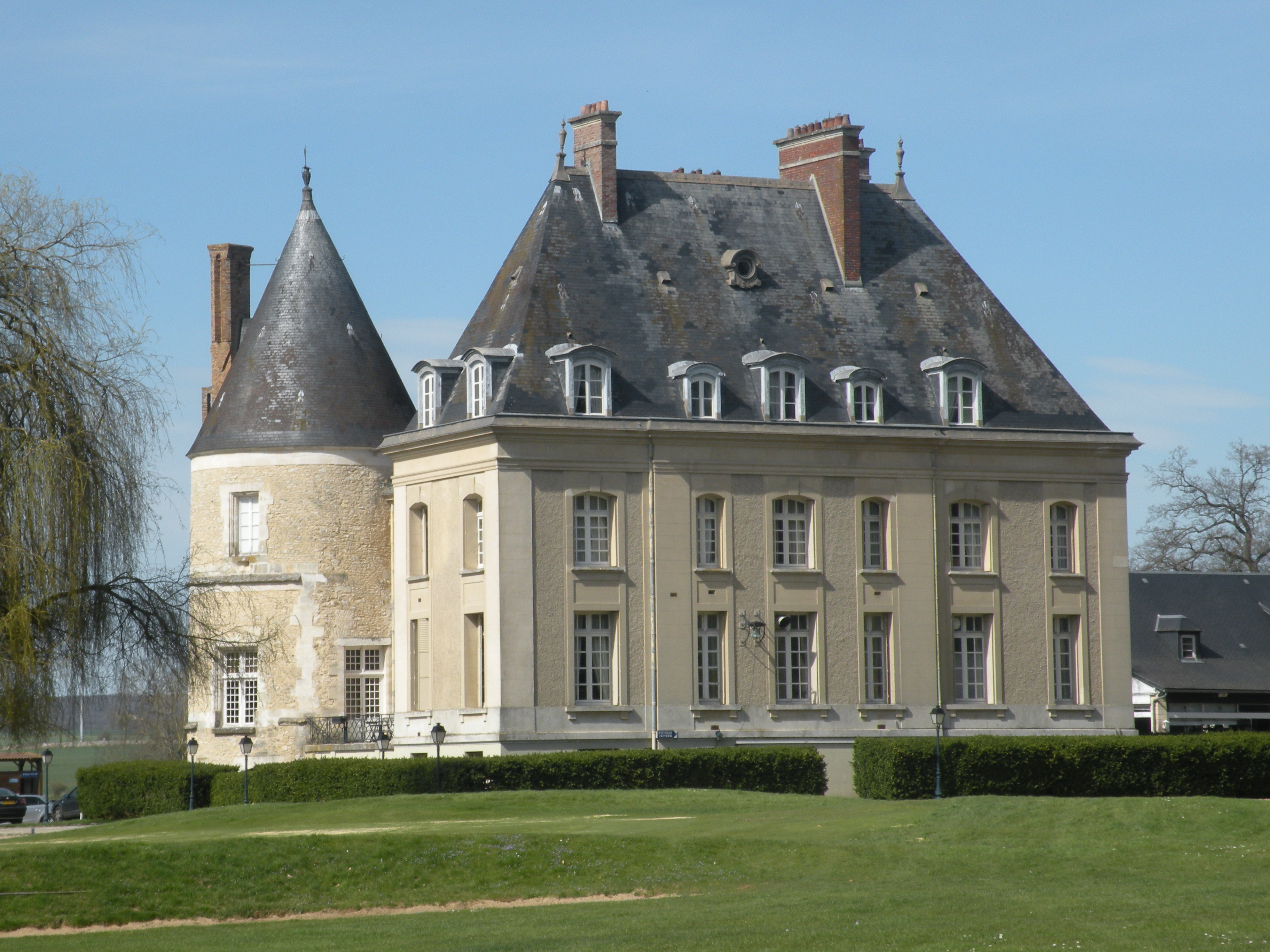
Schloss Chaumont
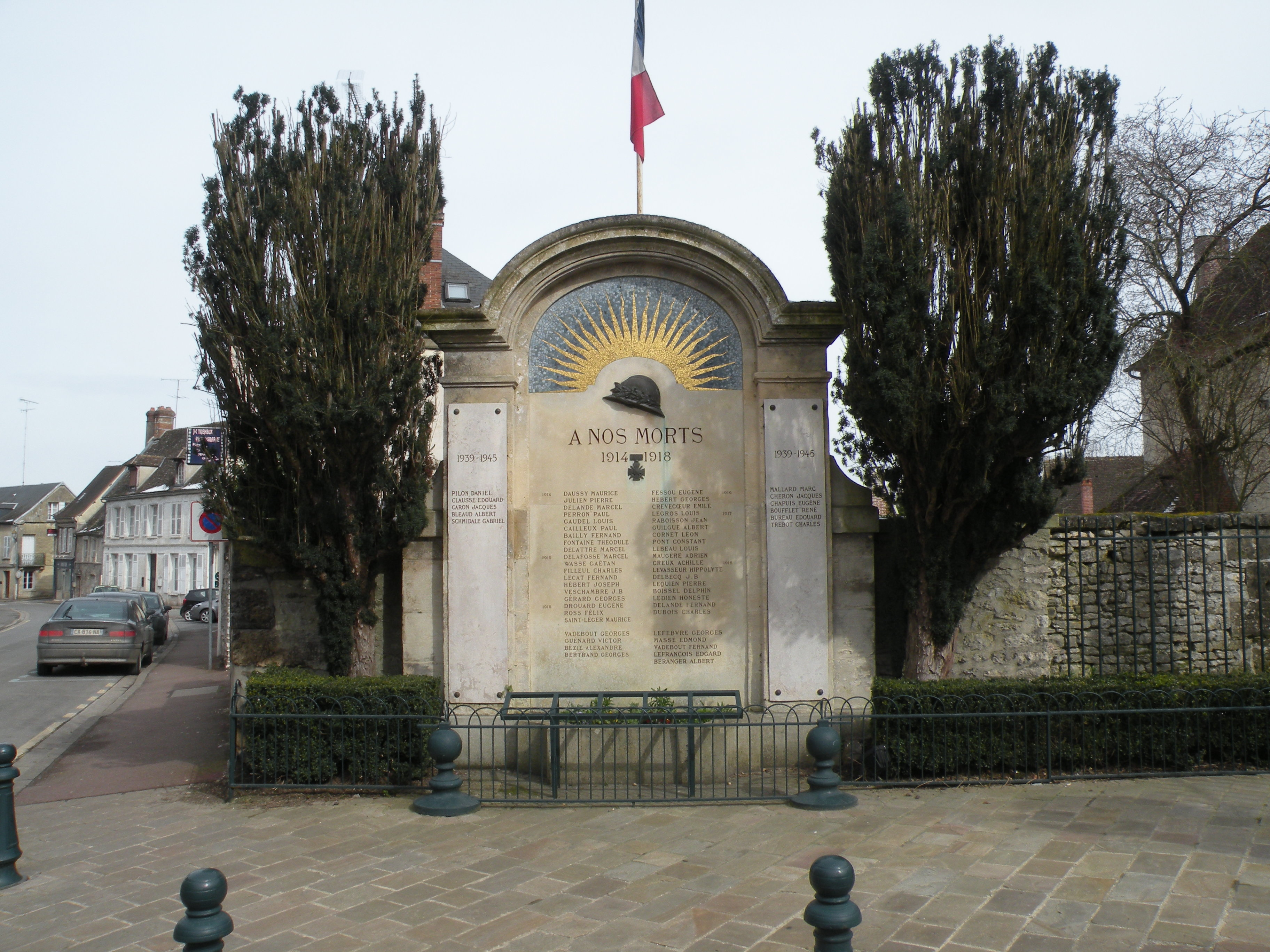
Gefallenendenkmal

- Schloss Bertrichères

- Kirche Saint-Jean-Baptiste
- Kapelle Saint-Eutrope
- Bahnhof Chaumont-en-Vexin
- Schloss Bertrichères
- Gefallenendenkmal

## Städtepartnerschaft
Chaumont-en-Vexin unterhält seit 1986 eine Partnerschaft zur deutschen Gemeinde Bad Zwesten im Schwalm-Eder-Kreis.

## Persönlichkeiten
- Paul Avenel (1823–1902), Dichter und Romanschriftsteller
- François Heutte (* 1938), Fußballspieler
- Agnès Le Brun (* 1961), Politikerin